# T.P. McKenna
Thomas Patrick McKenna (Mullagh, 7 settembre 1929 – Londra, 13 febbraio 2011) è stato un attore irlandese.

## Biografia
Debuttò al Pike Theatre di Dublino nel 1954 con Estate e fumo di Tennessee Williams. L'esordio cinematografico risale al 1960, nel film I cospiratori, cui seguì nello stesso anno L'assedio di Sidney Street. Il suo principale successo sul grande schermo fu La ragazza dagli occhi verdi (1964). Nel frattempo aveva ottenuto successo anche in ambito televisivo, partecipando a numerosi programmi popolari.

## Filmografia parziale

### Cinema
- I cospiratori (A Terrible Beauty), regia di Tay Garnett (1960)
- L'assedio di Sidney Street (The Siege of Sidney Street), regia di Robert S. Baker e Monty Berman (1960)
- La valigia del boia (The Quare Fellow), regia di Arthur Dreifuss (1962)
- La ragazza dagli occhi verdi (Girl with Green Eyes), regia di Desmond Davis (1964)
- Il magnifico irlandese (Young Cassidy), regia di Jack Cardiff (1965)
- Ulysses, regia di Joseph Strick (1967)
- I seicento di Balaklava (The Charge of the Light Brigade), regia di Tony Richardson (1968)
- Anna dei mille giorni (Anne and the Thousand Days), regia di Charles Jarrott (1969)
- Colpo da 500 milioni alla National Bank (Perfect Friday), regia di Peter Hall (1970)
- Gott mit uns (Dio è con noi), regia di Giuliano Montaldo (1970)
- Il complesso del trapianto (Percy), regia di Ralph Thomas (1971)
- Il mascalzone (Villain), regia di Michael Tuchner (1971)
- Cane di paglia (Straw Dogs), regia di Sam Peckinpah (1971)
- Ma il tuo funziona... o no? (Percy's Progress), regia di Ralph Thomas (1974)
- A Portrait of the Artist as a Young Man, regia di Joseph Strick (1977)
- Britannia Hospital, regia di Lindsay Anderson (1982)
- Il dottore e i diavoli (The Doctor and the Devils), regia di Freddie Francis (1985)
- L'isola di Pascali (Pascali's Island), regia di James Dearden (1988)
- Scorpione rosso (Red Scorpion), regia di Joseph Zito (1988)
- Valmont, regia di Miloš Forman (1989)

### Televisione
- Missione segreta (Espionage) – serie TV, episodio 1x05 (1963)
- Knock on Any Door – serie TV, episodio 2x07 (1966)
- Il Santo (The Saint) – serie TV, episodio 5x07 (1966)
- La vera storia di Jack lo squartatore (Jack the Ripper), regia di David Wickes – miniserie TV (1988)
- Miss Marple (Agatha Christie's Miss Marple) – serie TV, episodio 1x10 (1989)

## Doppiatori italiani
- Giancarlo Maestri in Anna dei mille giorni
- Bruno Persa in Cane di paglia